# Viola metajaponica
Viola metajaponica är en violväxtart som beskrevs av Takenoshin Nakai. Viola metajaponica ingår i släktet violer, och familjen violväxter. Inga underarter finns listade i Catalogue of Life.